# Isla Salt (Islas Vírgenes Británicas)
La Isla Salt (en español antiguamente Isla de la Sal y en inglés: Salt island) es una de las islas del archipiélago de las Islas Vírgenes Británicas, ubicada alrededor de 4,7 millas al sureste (151 grados verdaderos) de Road Town, la ciudad principal de la isla de Tórtola. Lleva ese nombre por los estanques de sal, que fueron una vez un importante recurso.
La Isla de la Sal es más notable por el naufragio del vapor de correos RMS Rhone que se hundió durante un huracán el 29 de octubre de 1867 después de que fue rechazado en la Isla de Sal al intentar dirigirse a la seguridad en el mar.